# My Old Dutch
My Old Dutch es una película británica, en blanco y negro de drama dirigida por Sinclair Hill y protagonizada por Betty Balfour, Gordon Harker, Michael Hogan, Florrie Forde y Ronald Shiner (sin acreditar). La película retrata las vidas de los londinenses durante la Primera Guerra Mundial. Fue producida por los estudios Gainsborough.

## Sinopsis
Esta película sigue la pista de los momentos más destacados de un hijo de una pareja cockney que se casa con la hija repudiada de un hombre rico y muere en el RFC. También está basada en una canción famosa de Albert Chevalier y fue hecha después de la actuación escrita por Arthur Shirley.

## Reparto
- Betty Balfour – Lil
- Gordon Harker – Ernie
- Michael Hogan – Bert
- Florrie Forde – Tía Bertha
- Mickey Brantford – Jim
- Glennis Lorimer – Valerie Paraday
- Peter Gawthorne – Señor Paraday
- Frank Pettingell – Tío Alf
- Robert Nainby – Abuelo
- Bill Shine – Primo 'arry
- Finlay Currie – Mo
- Felix Aylmer – Juez
- John Singer – Jim de pequeño
- Ronald Shiner – (sin acreditar)